# Katharine Towne
Katharine Towne (Los Angeles, 17 luglio 1978) è un'attrice statunitense.

## Biografia
Nata a Los Angeles, figlia dell'attrice Julie Payne e dello sceneggiatore Robert Towne, i suoi genitori divorziarono quando aveva 4 anni. Quindi è nipote degli attori John Payne e Anne Shirley. 
Nel 1999 si è sposata con Charlie Hunnam, incontrato sul set di Dawson's Creek. La coppia ha divorziato nel 2002.

## Filmografia parziale

### Cinema
- Gonne al bivio (But I'm a Cheerleader), regia di Jamie Babbit (1999)
- Lo scapolo d'oro (1999)
- Le verità nascoste (2000)
- Mulholland Drive, regia di David Lynch (2001)
- LD 50 Lethal Dose, regia di Simon De Selva (2003)
- Something New, regia di Sanaa Hamri (2006)
- Ben Banks, regia di Bryce Clark (2012)

### Televisione
- Buffy l'ammazzavampiri (Buffy the Vampire Slayer) – serie TV, episodio 4x01 (1999)
- Tell Me You Love Me - Il sesso. La vita (Tell Me You Love Me) – serie TV, 9 episodi (2007)
- CSI: NY – serie TV, episodio 7x16 (2011)
- The Aquabats! Super Show! – serie TV, episodio 1x04 (2012)